# Brott i sol
Brott i sol är en svensk deckar- och dramafilm från 1947 i regi av Göran Gentele. Den är baserad på Staffan Tjernelds pjäs med samma namn. I huvudrollerna ses Gunnel Broström, Birger Malmsten och Margareta Fahlén.

## Handling
Harry återvänder hem efter att ha vårdats för sinnessjukdom i sex år. När han kommit hem gräver trädgårdsmästaren upp en silvergran som planterades för sex år sedan och hittar ett skelett. Detta får Harry att höra röster inom sig, röster från en dag för sex år sedan. Harry bestämmer sig för att bjuda in de personer som var närvarande den dagen för att avslöja vem av dem som är en mördare.

## Om filmen
Filmen spelades in under juli och augusti 1947 i ateljéer i Stockholm. Exteriörerna är filmade vid Baggensnäs, Värmdö. Den är Göran Genteles debut som filmregissör. Filmen hade premiär den 1 december 1947 i Gävle och Linköping och är tillåten från 15 år. Stockholmspremiär några veckor senare på biograf Grand vid Sveavägen. Brott i sol har visats vid ett flertal tillfällen i SVT, bland annat 1997, 2002, i september 2019, i november 2021 och i februari 2024.
Den pjäs som filmen baseras på hade premiär på Lilla scenen vid Dramaten i Stockholm den 14 september 1946 och kom även i en romanversion 1947.

## Rollista
- Birger Malmsten – Harry Werner
- Gunnel Broström – Marguerite, egentligen Margit Nilsson
- Margareta Fahlén – Eva Winning
- Ulf Palme – Rickard
- Curt Masreliez – Raoul Kessler
- Jan Molander – Georg, "Jojje"
- Yngve Nordwall – doktor O. Bergqvist, psykiater
- Wiktor "Kulörten" Andersson – Albin, Harrys trädgårdsmästare
- Elsa Ebbesen-Thornblad – Stina, Harrys hembiträde
- Gull Natorp – städhjälp
- Ernst Brunman – kund i möbelaffär
- Agda Helin – hans fru

## Musik i filmen
- Romans i moll, musik Charles Wildman